# Inspektorat Lublin Armii Krajowej
Inspektorat Lublin Armii Krajowej – terenowa struktura Okręgu Lublin Armii Krajowej.
W czasie Akcji „Burza” oddziały miejskie opanowały wiele ważnych obiektów publicznych i przemysłowych. Uratowano dworzec kolejowy. Prowadzono rozpoznanie na korzyść oddziałów sowieckich. Wzięto do niewoli kilkuset żołnierzy niemieckich.
W powiecie lubelskim i lubartowskim walczyły oddziały leśne. 21 i 22 lipca jednostki 27 Dywizji Piechoty AK opanowały Kock, Firlej, Kamionkę, Kozłówkę i Michów. Współdziałając z oddziałem por. Józefa Jurałozińskiego „Jura” zdobyły Lubartów. 22 i 23 lipca oddział por. Stefana Dębickiego „Kmicica” stoczył walkę z jednostką zmotoryzowaną w rejonie Osmolic i pod Tuszówkiem.

## Skład organizacyjny
Organizacja w 1944:
- Obwód Lublin Miasto
- Obwód Lublin Powiat
- Obwód Lubartów